# Theo Sander
Theo Nicolini Sander (Skørping, 8 de enero de 2005) es un futbolista danés que juega como portero en el Odense BK de la Superliga de Dinamarca.

## Trayectoria
Como jugador juvenil, jugó en un club local, antes de unirse al Aalborg B. K. en 2017 a la edad de 12 años. Con un físico adecuado para la posición de portero, impresionó en varios equipos juveniles y despertó el interés de algunos de los principales clubes europeos. En enero de 2021, el Aalborg confirmó que había estado a prueba con el gigante italiano Juventus de Turín. El Aalborg declaró que estaba "dialogando con varios clubes sobre Theo Sander". Sin embargo, acabaría quedándose en el Aalborg. En abril de 2021, fue convocado para su primer partido profesional contra el Vejle Boldklub. Sin embargo, permaneció en el banquillo. En la temporada 2021-22, estuvo en el banquillo en 14 partidos de la Superliga de Dinamarca.
En febrero de 2022 el Aalborg confirmó que había firmado un nuevo contrato hasta junio de 2025. El 28 de agosto de 2022, a sus 17 años, debutó oficialmente con el Aalborg contra el Randers F. C. en la Superliga de Dinamarca. El Aalborg perdió el partido por 1-0 después de que un mal pase suyo fuera interceptado por Filip Bundgaard. Con su debut, se convirtió en el portero más joven de la historia de la Superliga de Dinamarca.
El 20 de julio de 2023, después de que el AaB descendiera a la Primera División de Dinamarca en la 2023-24, se unió al gigante danés, el F. C. Copenhague, con un contrato hasta junio de 2028.

## Estadísticas

### Clubes
Actualizado al último partido disputado el 18 de agosto de 2023.
| Aalborg B. K. Dinamarca               | 1.ª           | 2022-23       | 14 | 22 | 1 | 1 | — | — | 15 | 23 |
| Aalborg B. K. Dinamarca               | Total club    | Total club    | 14 | 22 | 1 | 1 | 0 | 0 | 15 | 23 |
| F. C. Copenhague Dinamarca            | 1.ª           | 2023-24       | 1  | 0  | 0 | 0 | 0 | 0 | 1  | 0  |
| F. C. Copenhague Dinamarca            | Total club    | Total club    | 1  | 0  | 0 | 0 | 0 | 0 | 1  | 0  |
| Total carrera                         | Total carrera | Total carrera | 15 | 22 | 1 | 1 | 0 | 0 | 16 | 23 |
| (1) Hace referencia a goles encajados |               |               |    |    |   |   |   |   |    |    |